# پیش‌سازی
پیش ساخته (انگلیسی: Prefabrication)